# Johann Strauss I
Johann Strauss I (14 tháng 3 năm 1804 – 25 tháng 9 năm 1849; tiếng Đức: Johann Baptist Strauß, Johann Strauss (Vater); còn gọi là Johann Baptist Strauss, Johann Strauss, Sr., hay Johann Strauss Cha), sinh ra tại Viên, là một nhà soạn nhạc lãng mạn người Áo nổi tiếng vì các điệu walzer của ông và vì cùng với Joseph Lanner phổ biến hóa chúng, đặt nền tảng cho các con ông kế thừa triều đại âm nhạc của mình. Sáng tác nổi tiếng nhất của ông có lẽ là Hành khúc Radetzky (để kỷ niệm chiến thắng của Thống chế Joseph Radetzky von Radetz trong trận Custoza năm 1848), được xem là một bản hành khúc sôi động và lý thú. Trong khi đó, bản walzer nổi tiếng nhất của ông có lẽ là Lorelei Rheinklänge, nhạc kịch số 154.

## Danh mục tác phẩm

### Waltzes
- Täuberln-Walzer, Op. 1 Little Doves (1827)
- Döblinger Réunion-Walzer, Op. 2 Dobling Reunion Waltz
- Wiener Carneval, Op. 3 Viennese Carnival (1828)
- Kettenbrücke-Walzer, Op. 4 Suspension Bridge (1828)
- Gesellschafts-Walzer, Op. 5 Association’s Waltz
- Wiener Launen-Walzer, Op. 6 Vienna Fancies Waltz
- Tivoli-Rutsch Walzer, Op. 39 Tivoli-Slide (1830)
- Das Leben ein Tanz oder Der Tanz ein Leben! Walzer, Op. 49 Life is a Dance
- Elisabethen-Walzer, Op. 71
- Philomelen-Walzer, Op. 82
- Paris-Walzer, Op. 101 (1838)
- Huldigung der Königin Victoria von Grossbritannien, Op. 103 Homage to Queen Victoria of Great Britain
- Wiener Gemüths-Walzer, Op. 116 Viennese Sentiments (1840)
- Lorelei Rhein Klänge, Op. 154 Echoes of the Rhine Loreley (1843)

### Galops và polkas
- Champagner-Galopp, op. 8
- Seufzer-Galopp, Op. 9 Sighing
- Chineser Galopp, Op. 20 Chinese
- Einzugs-Galopp, Op. 35 Entrance Galop
- Sperl-Galopp, Op. 42
- Fortuna-Galopp, Op. 69
- Jugendfeuer-Galopp, Op. 90 Young Spirit
- Cachucha-Galopp, Op. 97
- Carneval in Paris, Op.100
- Indianer-Galopp, Op. 111 Red Indian Galopp
- Sperl-Polka, Op. 133
- Annen-Polka, Op. 137 (not to be confused with his son's Annen-Polka, Op. 117, 1852)
- Wiener Kreutzer Polka, Op. 220
- Piefke und Pufke Polka, Op. 235

### Marches
- Radetzky-Marsch, Op. 228 (1848)
- Jelačić-Marsch, Op. 244